# Ottenby landskommun
Ottenby landskommun var en tidigare kommun på sydligaste delen av Öland i Kalmar län.

## Administrativ historik
Kommunen bildades vid storkommunreformen 1 januari 1952 av de tidigare kommunerna Gräsgårds landskommun, Segerstads landskommun, Smedby landskommun, Södra Möckleby landskommun, Ventlinge landskommun och Ås landskommun.
1 januari 1957 överfördes till Ottenby landskommun och Segerstads församling från Mörbylånga landskommun och Hulterstads församling ett område med 1 invånare och omfattande en areal av 0,32 km², varav allt land.
1 januari 1959 överfördes från Ottenby landskommun och Smedby församling till Mörbylånga landskommun och Kastlösa församling ett obebott område (Parteby 1:2-1:4 och 2:1-2:2), omfattande en areal av 4,28 km², varav allt land.
Den upplöstes 1 januari 1967, då dess område gick upp i Mörbylånga landskommun som 1971 ombildades till Mörbylånga kommun.
Kommunkoden var 0841.

### Kyrklig tillhörighet
I kyrkligt hänseende hörde landskommunen till sex församlingar: Gräsgård, Segerstad, Smedby, Södra Möckleby, Ventlinge och Ås.

## Befolkningsutveckling
| Befolkningsutvecklingen i Ottenby landskommun 1951–1965                                          | Befolkningsutvecklingen i Ottenby landskommun 1951–1965 | Befolkningsutvecklingen i Ottenby landskommun 1951–1965 | Befolkningsutvecklingen i Ottenby landskommun 1951–1965 | Befolkningsutvecklingen i Ottenby landskommun 1951–1965 |
| ------------------------------------------------------------------------------------------------ | ------------------------------------------------------- | ------------------------------------------------------- | ------------------------------------------------------- | ------------------------------------------------------- |
|                                                                                                  |                                                         |                                                         |                                                         |                                                         |
| År                                                                                               |                                                         |                                                         | Folkmängd                                               |                                                         |
| 1951                                                                                             | 1951                                                    |                                                         | 3 355                                                   |                                                         |
| 1955                                                                                             | 1955                                                    |                                                         | 3 282                                                   |                                                         |
| 1960                                                                                             | 1960                                                    |                                                         | 2 916                                                   |                                                         |
| 1965                                                                                             | 1965                                                    |                                                         | 2 669                                                   |                                                         |
| Anm: Befolkning den 31 december enligt den administrativa indelningen den 1 januari följande år. |                                                         |                                                         |                                                         |                                                         |

## Geografi
Ottenby landskommun omfattade den 1 januari 1952 en areal av 178,29 km², varav 178,27 km² land.

### Tätorter i kommunen 1960
| Tätort    | Folkmängd |
| --------- | --------- |
| Degerhamn | 683       |
| Grönhögen | 384       |

Tätortsgraden i kommunen var den 1 november 1960 36,4 procent.

## Politik

### Mandatfördelning i valen 1950-1962
| 17 | 9 | 5 | 4 |

| 34 |

| 18 | 8 | 4 | 5 |

| 32 |

| 18 | 8 | 4 | 5 |

| 32 |

| 18 | 8 | 5 | 4 |

| 32 |